# Калиновка (Мордовия)
Калиновка — деревня в Зубово-Полянском районе Мордовии России. Входит в состав Горенского сельского поселения.

## История
В «Списке населённых мест Тамбовской губернии за 1866» Голышовка владельческая деревня из 68 дворов Спасского уезда. В 1952 году деревня Голышовка переименована в Калиновка.

## Население
| 2002 | 2010 |
| ---- | ---- |
| 219  | ↘183 |

Национальный состав
Согласно результатам Всероссийской переписи населения 2002 года, в национальной структуре населения мордва-мокша составляли 98 %.